# Succumbs
Succumbs er det første videoalbum i fuld længde fra det amerikanske alternative rockband R.E.M.. Det blev udgivet i oktober 1987 og indeholder klip optaget af forsangeren Michael Stipe helt tilbage til midten af 1980'erne, mens bandet indspillede på pladeselskabet I.R.S. Records. Stipe samarbejdede med den lokale kunstner James Herbert på nogle spor.
Albummet blev udgivet på VHS og laserdisc. Alle videoerne er inkluderet på When the Light Is Mine-DVD'en, der blev udgivet i september 2006.

## Spor
Alle sange er skrevet af Bill Berry, Peter Buck, Mike Mills og Michael Stipe.
1. "Radio Free Europe"
2. "So. Central Rain"
3. Left of Reckoning
4. "Cant Get There from Here"
5. "Driver 8"
6. "Life and How to Live It"
7. "Feeling Gravitys Pull"
8. "Fall on Me"